# Place du Maréchal-de-Lattre-de-Tassigny
La place du Maréchal-de-Lattre-de-Tassigny  est une place située dans le 16e arrondissement de Paris, à la porte Dauphine.

## Situation et accès
La place se trouve sur le tracé des boulevards des Maréchaux, au bout de l'avenue Foch, au niveau de la porte Dauphine. Elle est une porte d'entrée dans le bois de Boulogne.
Côté sud, elle est bordée par la place du Paraguay et, côté nord, par la place des Généraux-de-Trentinian.

## Origine du nom
Elle porte le nom de Jean de Lattre de Tassigny (1889-1952), élevé à titre posthume le 15 janvier 1952 à la dignité de maréchal de France.

## Historique
Cette place est ouverte en 1960, par la Ville de Paris sous sa dénomination actuelle sur l'emplacement de la place dite place de la Porte-Dauphine. 

## Bâtiments remarquables et lieux de mémoire
Cette place arborée commémore Jean de Lattre de Tassigny par une stèle avec son buste en son centre et des pierres brutes gravées rappelant ses faits d'armes.

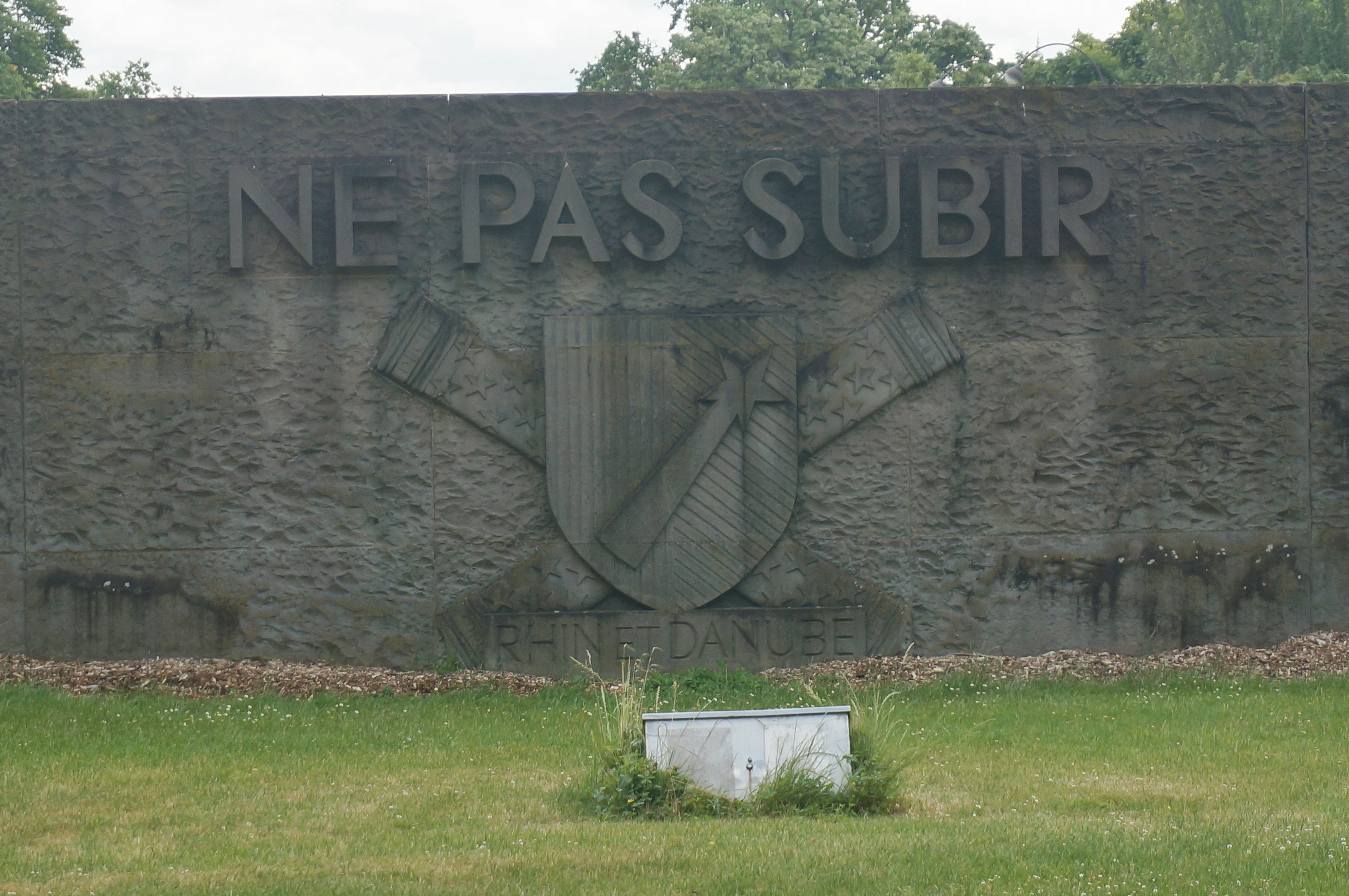
Dos de la stèle à Jean de Lattre de Tassigny.